# Berezówka (rzeka)
Berezówka (również wg innych źródeł Bereźnica) – rzeka w Polsce, lewy dopływ Sanu. Długość rzeki to 16 km.
Rzeka płynie w województwie podkarpackim. Jej źródła znajdują się na zachód os wsi Żernica Wyżna. W Myczkowcach uchodzi do Sanu.

## Bieg rzeki[1][2][3]
| Województwo  | Powiat | Gmina    | Nadleśnictwo | Wieś/miasto     | dopływy |
| ------------ | ------ | -------- | ------------ | --------------- | ------- |
| podkarpackie | leski  | Baligród | Baligród     | Żernica Wyżna   | -       |
| podkarpackie | leski  | Solina   | Baligród     | Bereżnica Wyżna | -       |
| podkarpackie | leski  | Solina   | Baligród     | Bereżnica Niżna | -       |
| podkarpackie | leski  | Solina   | Baligród     | Wola Matiaszowa | -       |
| podkarpackie | leski  | Solina   | Lesko        | Berezka         | Głęboki |
| podkarpackie | leski  | Solina   | Lesko        | Myczkowce       | -       |